# Талса (футбольный клуб)
«Та́лса» (англ. FC Tulsa) — американский футбольный клуб из Талсы, штата Оклахома. С 2015 года участвует в Чемпионшипе ЮСЛ, втором профессиональном дивизионе футбольной пирамиды США. Команда выступает на стадионе «Уанок Филд», боллпарке бейсбольного клуба майнор-лиги «Талса Дриллерс», расположенном в районе Гринвуд в Талсе.

## История
Клуб был основан 18 декабря 2013 года Джеффом и Дейлом Хаббардами, братьями и совладельцами клуба бейсбольного клуба майнор-лиги «Талса Дриллерс». Миноритарным владельцем клуба выступала компания Prodigal, LLC. владелец другого клуба USL «Оклахома-Сити Энерджи». 26 февраля 2014 года было объявлено, что в голосовании за название команды победил вариант «Та́лса Ра́фнекс» в честь оригинальных «Рафнекс», которые играли в оригинальной Североамериканской футбольной лиге с 1978 года до её распада в 1984 году (и были наиболее известны благодаря победе в Соккер Боул ’83). 2 сентября были представлены логотип, цвета и униформа команды. Буровая вышка на логотипе, как и название команды, была отсылкой к славе Талсы как «нефтяной столицы мира»; «рафнек» — это рабочий бригады бурильщиков нефтяных скважин. Первым тренером был назначен Дэвид Ирвинг.
В дебютном сезоне «Рафнекс» заняли 7-е место в конференции (14-е во всей лиге) и прошли в третий раунд Открытого кубка, где проиграли «Энерджи». В следующем сезоне команда показала худший в своей истории результат, потерпев 21 поражение и заняв последнее место в лиге. Место Ирвинга занял Дэвид Водриэл, и при нём команда впервые вышла в плей-офф, где проиграла «Сан-Антонио», а также дошла до четвёртого раунда Открытого кубка, где уступила «Далласу».
20 августа 2019 года уроженцы Талсы, братья Джей Ви, Райан и Кайл Крафт приобрели клуб. 4 декабря было объявлено, что с сезона 2020 года клуб будет переименован в «Та́лса». Новый логотип команды был разработан Мэттью Волффом. В том сезоне ей удалось вновь выйти в плей-офф, где она проиграла «Эль-Пасо Локомотив». В следующем году в плей-офф «Талса» проиграла «Тампа-Бэй Раудис». В 2024 году команда впервые дошла до 1/8-финала Открытого кубка, где проиграла «Спортинг Канзас-Сити».

## Связь с другими командами
В сезонах 2017 и 2018 годов «Талса Рафнекс» были аффилированным клубом MLS «Чикаго Файр». В январе 2019 года сотрудничество было прекращено. 11 февраля 2020 года 11 февраля 2020 года «Талса» заключила партнерство с командой английского Чемпионшипа «Уиган Атлетик». 18 января 2024 года клуб объявил о стратегическом партнёрстве с командой итальянской Серии C «Триестина» в области скаутинга, анализа данных и развитии игроков.

## Атрибутика

### Экипировка
| Период    | Производитель | Титульный спонсор |
| --------- | ------------- | ----------------- |
| 2015—2016 | Admiral       | Oculto            |
| 2017—2018 | New Balance   | Osage Casino      |
| 2019      | Adidas        | Osage Casino      |
| 2020—2021 | Adidas        | Williams          |
| 2022—2024 | Puma          | Williams          |
| 2025—н.в. | Hummel        | Williams          |